# 久留米工業大学
久留米工業大学（くるめこうぎょうだいがく、英語: Kurume Institute of Technology）は、福岡県久留米市に本部を置く私立大学。1958年に学校法人久留米工業学園として設立認可され、1976年大学設置。
略称は、久留米工大（くるめこうだい）。なお、地元では久工大（きゅうこうだい）と称されることもあるが、福岡県内には「九工大」と略される九州工業大学もあり混同される恐れがあることから、久留米市内以外でこの略称が使われることはほとんどない。学校法人としては、大学のほかに専修学校、高等学校、自動車学校も運営している。また、学校法人久留米大学が運営している久留米大学とは全く関係が無い。

## 沿革
- 1958年8月　学校法人久留米工業学園として設立認可される
- 1966年4月 久留米工業学園短期大学を設置。自動車工業科、自動車工業科第2部設置
- 1973年4月 久留米工業学園短期大学に設備工学科を増設する
- 1976年1月 学校法人久留米工業大学と改称する
- 1976年4月 久留米工業大学工学部を設置する。機械工学科、交通機械工学科、建築設備工学科設置。
- 1977年4月 久留米工業大学に別科を併設する。
- 1978年4月 別科に自動車機械専修を増設する。
- 1979年4月 久留米工業学園短期大学を廃止する
- 1985年4月 工学部に電子情報工学科を増設する
- 1986年4月 知能工学研究所を設置する
- 1995年4月 大学院工学研究科修士課程を設置する。エネルギーシステム工学専攻、電子情報システム学専攻設置。
- 2002年4月 工学部に環境共生工学科を増設する。工学部機械工学科を機械システム工学科に、建築設備工学科を建築・設備工学科に、電子情報工学科を情報ネットワーク工学科に名称を変更する。
- 2003年3月 知能工学研究所を廃止する
- 2007年4月 工学部に教育創造工学科を増設する。大学院に自動車システム工学専攻を増設する。
- 2009年3月 別科を廃止する
- 2014年3月 工学部環境共生工学科を廃止する
- 2015年11月 インテリジェント・モビリティ研究所を設置する
- 2020年4月 AI応用研究所を設置する

## 学部
- 工学部
  - 機械システム工学科
    - 機械デザインコース
    - ロボティクスコース

  - 交通機械工学科
    - 航空宇宙システム工学コース
    - モビリティデザイン工学コース

  - 建築・設備工学科
    - 建築デザインコース
    - 設備デザインコース

  - 情報ネットワーク工学科
    - ソフトウェアコース
    - ハードウェアコース
    - ビジュアルコンテンツコース

  - 教育創造工学科
    - 数学コース
    - 理科コース

## 大学院
- 工学研究科（修士課程）
  - エネルギーシステム工学専攻
  - 電子情報システム工学専攻
  - モビリティシステム工学専攻

## 対外関係
国際学術交流協定締結大学
- 韓国
  - 馬山大学校
  - 永進専門大学校
- 中国
  - 瀋陽理工大学
  - 瀋陽大学
  - 安徽外国語学院
- モンゴル
  - モンゴル科学技術大学
  - 新モンゴル工業大学
  - 新モンゴル学園
- タイ
  - ラチャマンガラ工科大学クルンテープ校
  - カセサート大学
- インド
  - ラジャギリ工業技術大学
- アメリカ合衆国
  - セントラルワシントン大学

## 系列学校
学校法人久留米工業大学が運営する教育機関には次のものがある。
- 久留米自動車工科大学校
- 祐誠高等学校（旧・久留米工業大学附属高等学校）
- 久留米自動車学校

## 主な卒業生
- 赤間幸弘 - 嘉麻市長[1]
- 石原和幸 - 庭園デザイナー
- 大江海透 - プロ野球選手
- 豊田巧 - 小説家
- 平田忠則 - 競艇選手　※中退